# Marina Gastl
Marina Gastl (ur. 3 sierpnia 1985) – austriacka zapaśniczka walcząca w stylu wolnym. Olimpijka z Aten 2004, gdzie zajęła dziewiąte miejsce w kategorii 72 kg. Siedmiokrotna uczestniczka mistrzostw świata; piąta w 2009 i szósta w 2003. Piąte miejsce na mistrzostwach Europy w 2008, 2009 i 2010. Zdobyła złoty medal ME juniorów i brąz MŚ juniorów w 2005 roku.
- Turniej w Atenach 2004

Przegrała obie walki, kolejno z Niemką Anitą Schätzle i Rosjanką Guzel Maniurową.